# Cacheu (cidade)
Cacheu é uma cidade da Guiné-Bissau pertencente ao sector de mesmo nome, capital da região de Cacheu. Está localizada às margens do rio Cacheu, já numa região estuarina deste com o oceano Atlântico.
A história desta localidade confunde-se com a própria história da Guiné, sendo sua primeira feitoria de comércio (1588), fortificação e capital da ainda colónia portuguesa entre 1641 e 1834 e, numa segunda vez, entre 1842 e 1853.
Segundo o censo demográfico de 2009 o sector possuía uma população de 18 563 habitantes, sendo que 5 674 habitantes somente na zona urbana da cidade de Cacheu, distribuídos numa área territorial de 1 004,4 km².
Dista cerca de 100 quilómetros de Bissau.

## História

### Feitoria e fortaleza
O comércio português com a Guiné tornou-se regular por volta de 1490, geralmente em expedições montadas pela Casa da Guiné, ganhando força justamente no rio Cacheu, onde inicia-se o primeiro embarque de escravos para a América em 1511. Um pequeno posto de comércio estabelece-se a partir daí, no que se tornaria a futura cidade de Cacheu. O posto de comércio fica junto a aldeia de manjacos de Cacheu.
Em 1567 uma armada britânica sob comando de John Hawkins bombardeia o posto de Cacheu, fazendo com que os portugueses constatassem a fragilidade daquela valiosa localidade. Assim, em 1588, ordena-se a criação de uma feitoria e a construção de uma fortaleza na vila de Cacheu, deixando tais questões aos cuidados de Manuel Lopes Cardoso.
Em 1590 os manjacos revoltam-se pela primeira vez contra os portugueses, mas sem muita efetividade contra a guarnição local. Para prevenir tais conflitos, o reino português envia o padre jesuíta Manuel Álvares, em 1607, para promover a catequese dos nativos, e reforça militarmente o posto comercial em 1615 e 1624.

### Capital da Guiné

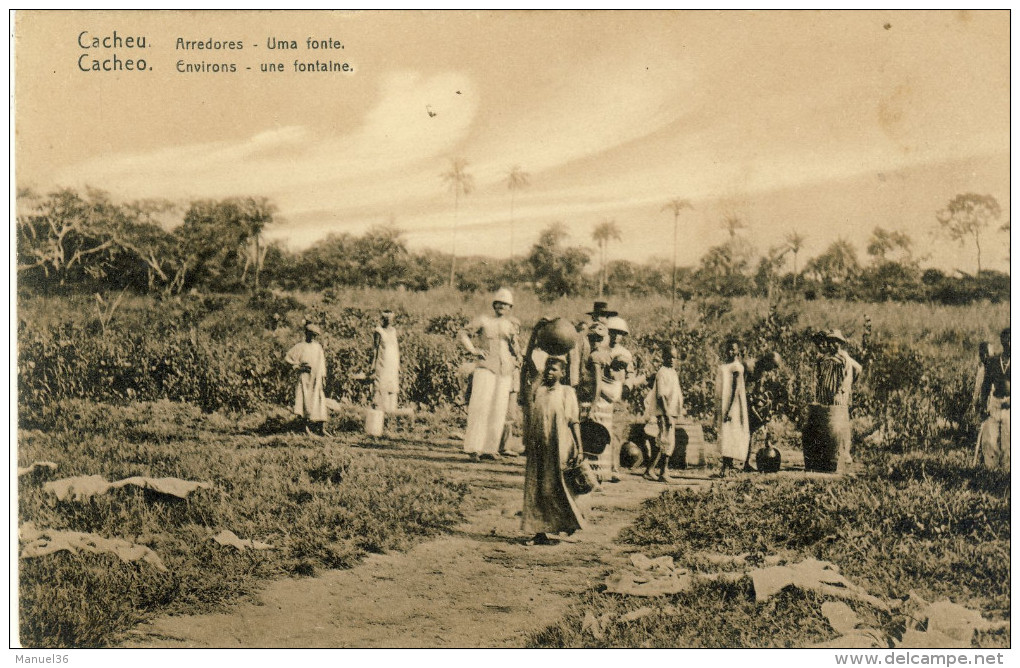
População de Cacheu buscando água em uma fonte nos arredores da localidade, em 1900.

Em 16 de julho de 1641 é criada a capitania de Cacheu (entidade predecessora da atual região de Cacheu), com sede na vila e feitoria de mesmo nome. Cacheu teve como primeiro capitão-mor Gonçalo Gamboa de Ayala. No mesmo ano é empreendida a reforma da fortaleza de Cacheu (obras conhecidas como a 2ª fortaleza). Para todos os efeitos, neste ano Cacheu torna-se a sede da capitania e da colónia da Guiné, porém como zona dependente do Cabo Verde Português.
Em 1646 ocorre a segunda revolta dos nativos de Cacheu contra o domínio português, questão que conseguiu ser dominada pelo capitão-mor.
Com o intuito de mercantilizar ainda mais o comércio de escravos, em 19 de maio de 1676 é criada a Companhia de Cacheu, Rios e Comércio da Guiné, uma companhia majestática que acabou por ser extinta em 1682. Além disso, na região de Cacheu foram criados vários estabelecimentos portugueses ao longo do século XVII. Neste ínterim, Cacheu sofre com seguidas revoltas ou ataques, como o de 1679 (ataque dos povos tabancas da Mata e Mompataz) e a de 1686 (revolta de Bibiana Vaz).
Em 1690 é fundada uma nova companhia majestática, a Companhia de Cacheu e Cabo Verde, também voltada para o tráfico de escravos, extinta em 1706.
Em 1707, com a extinção da capitania de Bissau (criada em 1692), Cacheu volta a ser o único posto administrativo colonial para toda a Guiné.
Em outubro de 1825 o povo de Cacanda ataca e cerca Cacheu, realizando um novo e poderoso ataque entre 13 a 15 de dezembro do mesmo ano, ato que é considerado o ponto de enfraquecimento de Cacheu como sede colonial.
Em 30 de março de 1834 pela primeira vez Bissau passa a ser a sede do governo colonial guineense, com Cacheu perdendo pela primeira vez este título, permanecendo somente como sede da capitania. Porém, já em 1842, imensos conflitos em Bissau fazem com que a capital colonial volte para Cacheu. Porém, em 1852, a localidade perde definitivamente o título de capital colonial, ainda suportando o de sede da capitania.

### Diversas revoltas
Em 20 de setembro de 1856 o governador colonial da Guiné Honório Barreto empreende uma expedição militar contra o povo de Cacanda, nas imediações de Cacheu, que constantemente ameaçava a povoação.
Em agosto de 1861 as tabancas de Churo, Cacanda, Pecau e Mata declaram guerra à Cacheu, porém sem conseguir tomar a localidade, sendo repelidos pelas tropas portuguesas.
Em 1 de dezembro de 1869 o sistema das capitanias é substituído por uma nova divisão administrativa para o que seria a partir de então a Guiné Portuguesa, ocorrendo a criação de dois distritos e quatro concelhos: Cacheu, Buba, Bissau e Bolama. Os dois primeiros concelhos seriam parte do distrito de Cacheu (actual região de Cacheu; substituto da Capitania de Cacheu) e os dois últimos do distrito de Bissau (substituto da Capitania de Bissau).
Em janeiro de 1871, em uma enorme revolta popular, os grumetes de Cacheu fazem uma emboscada e matam o governador colonial que estava em visita, contando com apoio de tabancas da região. As complicações foram tamanhas, que tropas da Praia (Cabo Verde) embarcaram em fevereiro daquele ano em canhoneiras e vieram para combater a tabanca de Cacanda, aliada dos grumetes. As tropas atacaram, em março, a Cacanda, além de Bassarel, Bianga e Churo. O conflito encerra-se em agosto.

### Residência, vila e cidade
Por intermédio de um diploma real de 1906, o território guineense foi dividido num concelho (Bolama) e seis residências: Bissau, Cacheu, Farim, Geba, Cacine e Buba. A localidade continuava como capital do distrito de Cacheu, a entidade legal predecessora da actual região homónima, porém perdeu mais da metade de suas terras para a formação dos distritos de Farim (actual Oio) e Geba (actual Bafatá).
Em 4 de agosto de 1913 Cacheu recebe o título de vila, recuperando assim o estatuto de conselho que havia sido perdido por diploma real seis anos antes. O estatuto de vila ainda não era o mais próprio para capitais de subdivisões de primeiro nível, mas era mais adequado do que o de vilarejo.
Na década de 1960 ascende finalmente a categoria de cidade.

## Geografia
A cidade de Cacheu está localizada às margens do rio Cacheu, já numa região estuarina deste com o oceano Atlântico, construída pouco acima da foz do rio Grande de São Domingos. A cidade está localizada na margem oposta ao arquipélago fluvial de São Domingos, embora que este pertença ao território do sector de São Domingos.

### Áreas protegidas
Defronte a cidade fica o Parque Natural dos Tarrafes do Rio Cacheu.

## Política
Dado sua posição como capital histórica bissau-guineense, Cacheu foi admitida como membro efetivo da União das Cidades Capitais de Língua Portuguesa (UCCLA), no ano de 1989.

## Economia

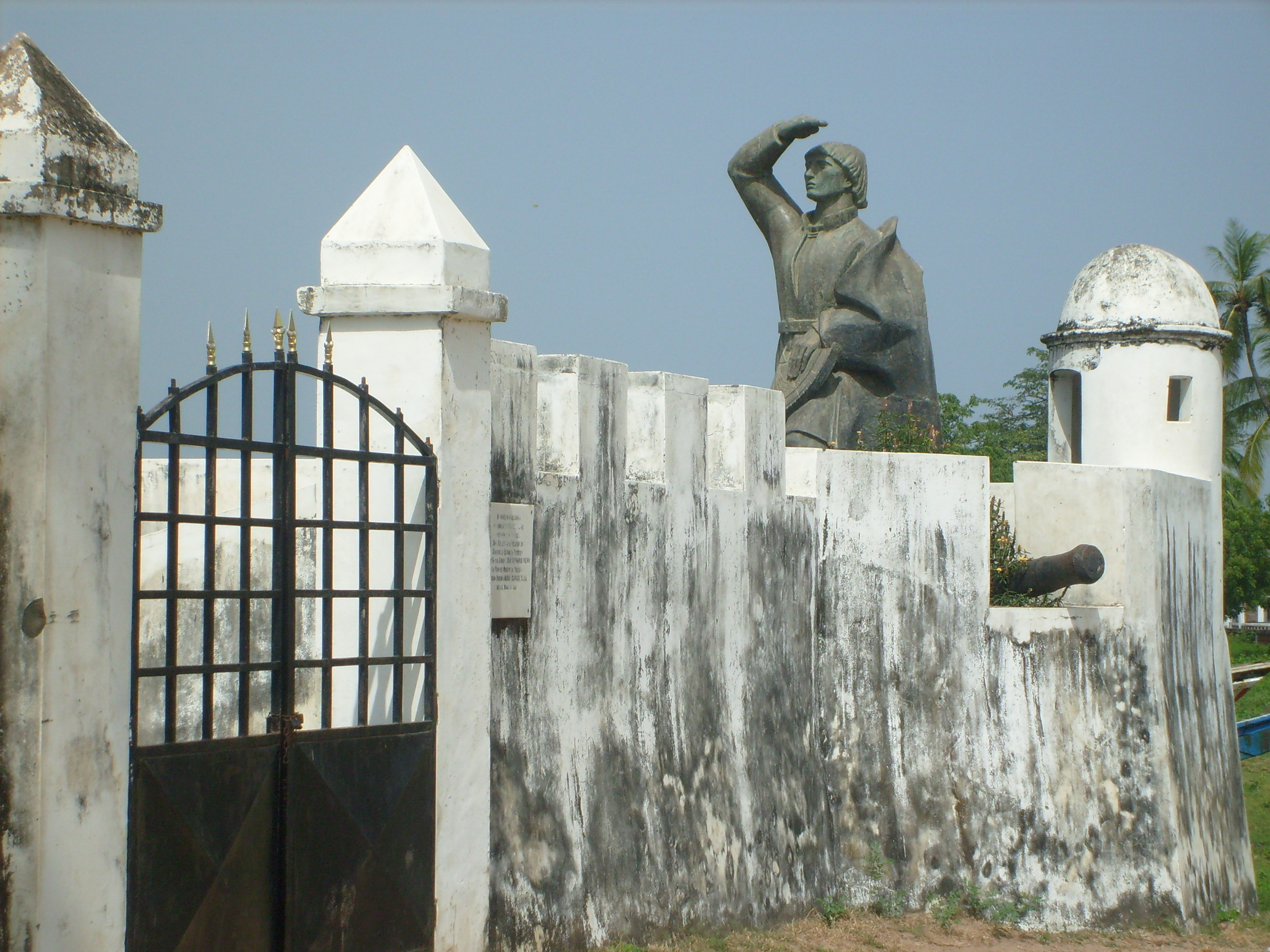
Pontos de interesse turístico: o Forte de Cacheu e a estátua de Diogo Gomes, em 2010.

A economia local baseia-se na pesca organizada em torno do pequeno porto de Cacheu. Como a principal urbe portuária do rio Cacheu, torna-se mercado central para as produções ribeirinhas de cocos, óleo de palma e arroz. É o maior centro nacional das culturas de painço, milho (maize) e sorgo. Além disso, as terras circundantes também são usadas para criação de bovinos, ovelhas e cabras.
Outra actividade económica importantíssima registrada na localidade é o turismo relacionado a riquíssima história e cultura cacheuense e aos atrativos naturais locais.

## Infraestrutura

### Transportes
Cacheu é conectada ao território nacional pela Estrada Regional nº 1 (R1), que a liga à Canchungo, ao sul, continuando até Bula, ao sudeste. Além da R1, Cacheu também liga-se pela Estrada Local nº 5 (L5) à vila-secção de Biongo, ao oeste.
Cacheu também possui um pequeno porto fluvial especializado em embarque e desembarque de mariscos e pescados.

### Comunicações
Entre as operadoras de rádio, há transmissões da Rádio Voz do Rio Cacheu e da Radiodifusão Nacional da Guiné-Bissau. Os serviços postais, de encomendas e de cargas da cidade e do sector são geridos pelos Correios da Guiné-Bissau.

### Educação
A cidade possui um campus-polo da Escola Normal Superior Tchico Té (ENSTT). A ENSTT oferta basicamente licenciaturas.

## Cultura e lazer

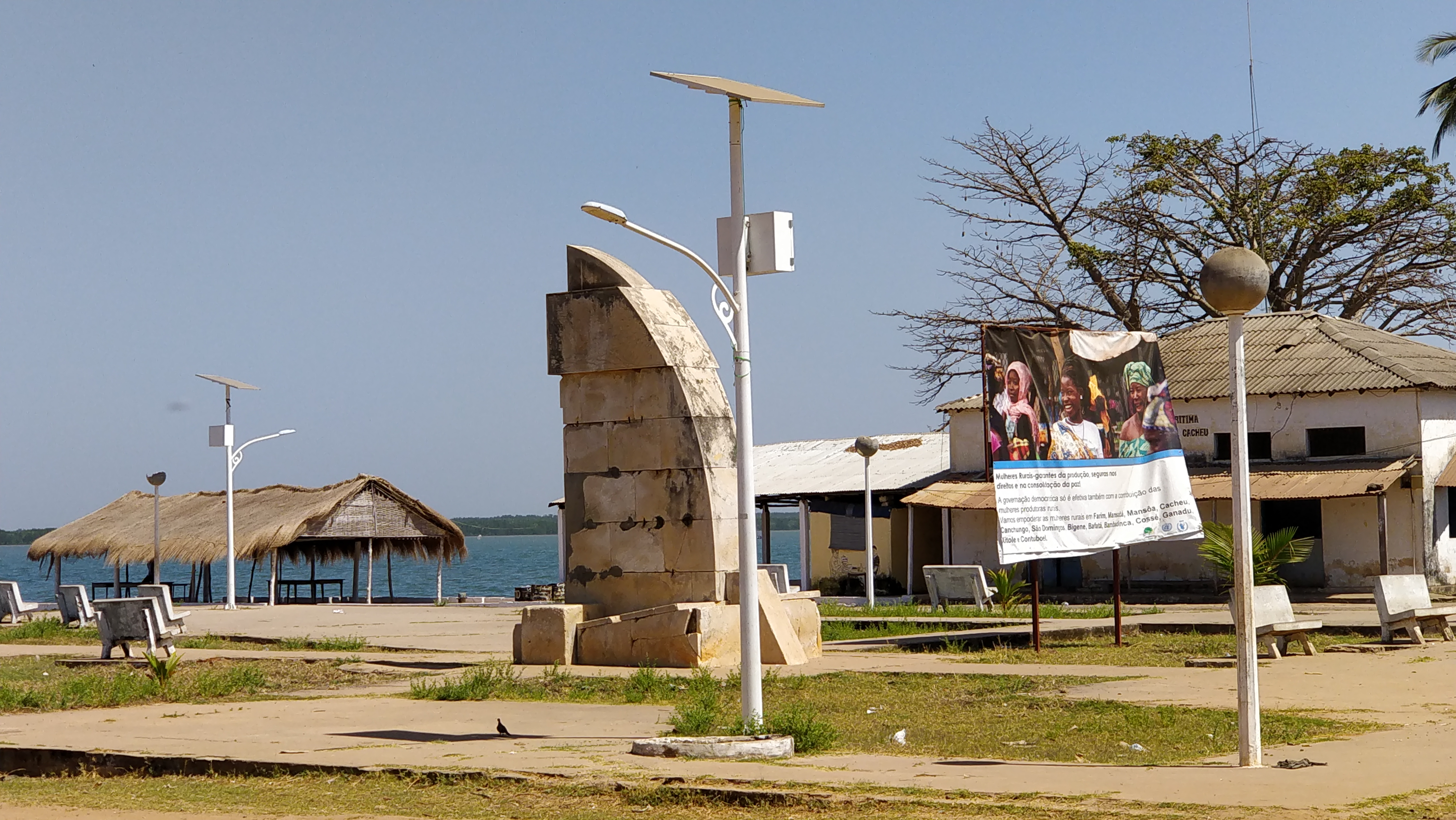
Padrão da Rotunda do Porto, em 2019.

Com uma riquíssima e importante história, o centro da cidade é marcado por edifícios de origem colonial portuguesa que retrata os vários estágios por qual Cacheu passou.
Dentre as construções de maior importância da cidade está o Memorial da Escravatura e do Tráfico Negreiro em Cacheu, que tem como objetivo resgatar a
memória histórica da escravatura naquela região, bem como as suas relações com os circuitos e os destinos do tráfico negreiro.
Além desde museu/memorial, existe:
- Forte de Cacheu
- Estátua de Diogo Gomes
- Santuário de Nossa Senhora da Natividade
- Padrão da Rotunda do Porto, do escultor Severo Portela